# Comuna Trehøje
Trehøje (Trehøje Kommune) a fost o comună din comitatul Ringkjøbing Amt, Danemarca, care a existat între anii 1970-2006. Comuna avea o suprafață totală de 295,77 km² și o populație de 9.929 locuitori (în 2005), iar din 2007 teritoriul său face parte din comuna Herning.